# Movimento 5 Stelle
MoVimento 5 Stelle (M5S) (dansk: Femstjernebevægelsen) er et politisk parti i Italien. "Femstjernebevægelsen" nægter at kalde sig et parti, men har siden grundlæggelsen i 2009 opstillet til italienske lokalvalg.
I 2016 blev deres kandidat, Virginia Raggi, valgt som borgmester i Rom.